# Natsagiin Jantsannorov
Natsagiin Jantsannorov (mongol cyrillique : Нацагийн Жанцанноров), parfois retranscrit en Natsagiin Zhants︢a︡nnorov, est un compositeur et musicologue mongol né le 3 mai 1949 dans le sum d'Ölziit (Övörkhangai) (en), province d'Övörhangay en Mongolie, et membre du Grand Khoural d'État (parlement mongol) de 1992 à 1993.
Il compose notamment de la musique pour orchestres philharmoniques et pour instruments traditionnels de la musique mongole.

## Biographie
Né le 3 mai 1949 dans le sum d'Ölziit (Övörkhangai) (en), province d'Övörhangay en Mongolie. Il suit l'école élémentaire de 1957 à 1961. De 1967-1971 il suit des cours d'enseignement à l'université. De 1971 à 1973 il enseigne la théorie de la musique.
Il dirige l'orchestre philharmonique national de Mongolie depuis 2000 et encore en 2015, pour lequel il compose.

## Œuvres
- Concerto pour yatga ;
- The gobi desert deep in my heart ;
- Тэнгэрлэг Монгол (Tengerleg Mongol) ;
- морин хуурын дорвол (morin khuurin dorvol) ;
- мелодия  (melodiya) ;
- Time to say one's thought ;
- Монгол аялгуу (Mongol ayalguu) / The mongolian melody, mélodie mongole, dont une interprétation par l'Ensemble de Morin Khuur de Mongolie ;
- Oh My Land, My Stallion ;
- Цагаан суварга (Tsagaan suvarga) ;
- Концерт (kontsert) ;
- Мөнх тэнгэрийн хүчин дор (Mönkh tengeriin khütsin dor « Sous la puissance du ciel éternel », bande originale) ;
- Сэцэн Мандухай (setsen mandukhai) ;
- The Eternal Love ;
- Нэргүй (Nergui, prénom mongol courant signifiant « sans nom ») ;
- Мандуухай сэсэн хатан (Manduukhai sesen khatan) ;
- Цагаан суварга (Tsagaan suvarga, « Stūpa blanche ») ;
- бурхан халдун (burkhan khaldun, traduit en anglais pas Hot Ashes) ;
- Эр хоёр загалын хүчин (Er khoyor zagalyn khüchin) ;
- Симфонетта (symfonetta) ;
- Бяцхан дууль (Byatskhan duuli) ;
- Морин хуур найрал хөгжмийн II концерт (Morin khuur nairal khögjmiin II kontsert) ;
- Мандуухай сэсэн хатан (manduukhai sesen khatan).
- Тал ээж хоёр (Tal eej khoyor).

## Discographie
- 1987 — Bande originale du film Mandukhai la sage (titre original : Мудрая княгиня Мандухай) à propos de Mandukhaï Khatun, édité par Mongol Kino Studio ;
- 1992 — (mn) Eternal power of the sky (OCLC 49995382), édité par Mongolian Radio Station, Oulan-Bator ;
- 2001 — Let the Mount Burkhan Khaldun Bless You (OCLC 51582459), interprété par l'Ensemble de morin khuur de Mongolie ;
- 2003 — Guardian Spirit of the Saint.